# چاینیچه
چاینیچه (بوسنیایی: Čajniče) یک منطقهٔ مسکونی در بوسنی و هرزگوین است که در جمهوری صرب بوسنی واقع شده‌است. چاینیچه ۲۷۴٬۶ کیلومتر مربع مساحت و ۵٬۴۴۹ نفر جمعیت دارد.